# François Brisson
François Bisson (Saintes, Francia, 9 de abril de 1958) es un exfutbolista francés, se desempeñaba como delantero y militó en numerosos clubes franceses como el Paris Saint-Germain, Olympique de Lyon, RC Lens o RC Estrasburgo. Posteriormente ejerció de entrenador.

## Carrera internacional
Brisson debutó en 1982 con la selección de Francia y participó con la selección gala en los Juegos Olímpicos de Los Ángeles 1984.

## Clubes

### Jugador
| Club                  | País    | Año       |
| --------------------- | ------- | --------- |
| Paris Saint-Germain   | Francia | 1975-1979 |
| Stade Lavallois       | Francia | 1979-1980 |
| Paris Saint-Germain   | Francia | 1980-1981 |
| RC Lens               | Francia | 1981-1985 |
| RC Estrasburgo        | Francia | 1985-1986 |
| Olympique de Marsella | Francia | 1986-1988 |
| Stade Lavallois       | Francia | 1988-1989 |
| Olympique de Lyon     | Francia | 1989-1990 |
| Lille OSC             | Francia | 1990-1993 |

### Entrenador
| Club            | País    | Año       |
| --------------- | ------- | --------- |
| Montauban       | Francia | 1994-1997 |
| RC Lens         | Francia | 1999-2000 |
| Nîmes Olympique | Francia | 2002-2003 |

## Palmarés

### Como jugador

#### Torneos internacionales
| Título           | Selección | Sede        | Año  |
| ---------------- | --------- | ----------- | ---- |
| Juegos Olímpicos | Francia   | Los Ángeles | 1984 |

### Como entrenador

#### Torneos nacionales
| Título                 | Club      | País    | Año     |
| ---------------------- | --------- | ------- | ------- |
| Championnat National 3 | Montauban | Francia | 1995-96 |

- Datos: Q1450943